# Buathra morguzora
Buathra morguzora är en stekelart som först beskrevs av Maljavin 1968.  Buathra morguzora ingår i släktet Buathra och familjen brokparasitsteklar. Inga underarter finns listade.